# Gewissæ
Die Gewissæ (auch Gewisse) waren eine sächsische Volksgruppe, die gegen Ende des 5. Jahrhunderts an der oberen Themse in England siedelte. Namensgeber war womöglich Gewis, ein mythischer Vorfahre der Könige aus dem Haus Wessex. Nach anderer Auffassung ist der Name vom altenglischen Wort gewiss („gewiss, sicher, zuverlässig“) abgeleitet.

## Geschichte

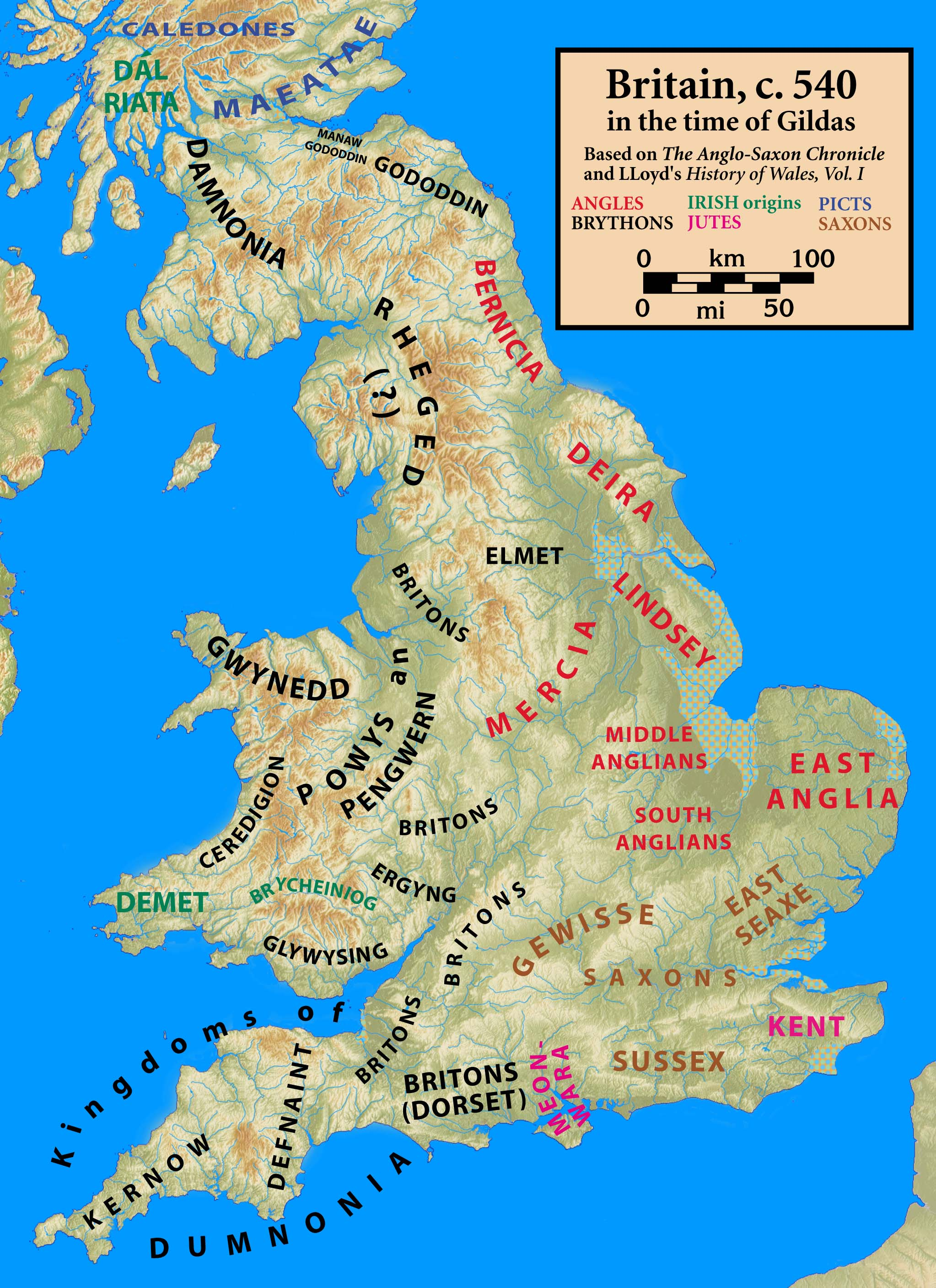
England um 540

Nach der Angelsächsischen Chronik gingen Cerdic und Cynric um das Jahr 495 in Britannien an Land und sollen nach langen Kämpfen um 519 ihr Königtum begründet haben. Um 577 unternahmen die Gewissæ unter Ceawlin einen Vorstoß nach Nordwesten und konnten in der Schlacht von Deorham vermutlich den südlichen Teil von Gloucestershire erobern. Es ist nicht möglich, das Einflussgebiet der frühen Könige genau zu bezeichnen, zumal es sicherlich immer wieder Grenzverschiebungen gab. Ceawlins Einfluss war so bedeutend, dass er als Bretwalda („Oberkönig“) bezeichnet wurde.
Auch archäologische Funde aus der Zeit um 600 weisen auf ein für diese Zeit bedeutendes Königtum hin. Fundstücke belegen Kontakte zum Königreich Kent, ins Frankenreich und sogar bis nach Byzanz. 614 gelang König Cynegils (611–642) und seinem Sohn Cwichelm ein wichtiger Sieg gegen die Briten bei Beandun (vermutlich Bampton in Oxfordshire), in dessen Folge er das östliche Cornwall gewann. Um 617 kam es aus unbekannten Gründen zu offenbar erfolgreichen Kämpfen gegen das Königreich Essex. Die Schlacht von Cirencester 628 gegen den aufstrebenden Penda von Mercia endete für König Cynegils mit einem Verhandlungsfrieden und dem Verlust der Vorherrschaft über das Königreich Hwicce. Um das Jahr 634 erlaubte König Cynegils dem Missionar Birinus in seinem Reich zu predigen und 635 in Dorcic ein Bistum zu errichten. In den späten 660er Jahren verloren die Gewissæ die Gebiete nördlich der Themse an Mercia und der Siedlungsschwerpunkt verschob sich nach Südwesten.
Unter Caedwalla (685–688) eroberten die Gewissæ Surrey, die Isle of Wight und erlangten die Vorherrschaft über Sussex und  Essex. Sein Bruder Mul (686–687) war kurzzeitig König von Kent. Caedwalla war der letzte Herrscher der als „König der Gewissæ“ bezeichnet wurde. Die Bezeichnung Seaxe („Sachsen“) hatte im Laufe des 7. Jahrhunderts den alten Stammesnamen verdrängt, der im frühen 8. Jahrhundert endgültig dem Namen Westseaxe („West-Sachsen“, Wessex) wich. Diese Namensänderungen spiegeln die politische Entwicklung vom Stammeskönigtum zur Territorialherrschaft wider.